# Marcello Neri (ciclista)
Marcello Neri (Fauglia, 2 febbraio 1902 – Fiorenzuola, 23 dicembre 1993) è stato un ciclista su strada italiano, professionista dal 1929 al 1930. L'unico successo che colse in carriera fu la vittoria del Giro dell'Umbria nel 1929; anche suo fratello Colombo fu corridore professionista.

## Palmarès
- 1924 (dilettanti)

Giro del Casentino
- 1925 (dilettanti)

Giro del Casentino
La Nazionale a Romito Magra
- 1927 (dilettanti)

Giro delle due Province-Marciana di Cascina
Coppa Zucchi
- 1929 (individuale, una vittoria)

Giro dell'Umbria

## Piazzamenti

### Classiche monumento
- Milano-Sanremo

1931: 41º